# Beckley (Virgínia de l'Oest)
Beckley és una població dels Estats Units a l'estat de Virgínia de l'Oest. Segons el cens del 2008 tenia 16.832 habitants.

## Demografia
Segons el cens del 2000, Beckley tenia 17.254 habitants, 7.651 habitatges, i 4.590 famílies. La densitat de població era de 724,1 habitants per km².
Dels 7.651 habitatges en un 25,1% hi vivien nens de menys de 18 anys, en un 40,9% hi vivien parelles casades, en un 16,2% dones solteres, i en un 40% no eren unitats familiars. En el 35,6% dels habitatges hi vivien persones soles el 16,5% de les quals corresponia a persones de 65 anys o més que vivien soles. El nombre mitjà de persones vivint en cada habitatge era de 2,18 i el nombre mitjà de persones que vivien en cada família era de 2,83.
Per edats la població es repartia de la següent manera: un 21,8% tenia menys de 18 anys, un 8,3% entre 18 i 24, un 25,3% entre 25 i 44, un 24,4% de 45 a 60 i un 20,2% 65 anys o més.
L'edat mediana era de 42 anys. Per cada 100 dones de 18 o més anys hi havia 77,1 homes.
La renda mediana per habitatge era de 28.122 $ i la renda mediana per família de 38.110 $. Els homes tenien una renda mediana de 35.780 $ mentre que les dones 23.239 $. La renda per capita de la població era de 18.912 $. Entorn del 16,4% de les famílies i el 20,9% de la població estaven per davall del llindar de pobresa.

## Poblacions properes
El següent diagrama mostra les poblacions més properes.